# Tóroddur Poulsen
Tóroddur Poulsen (* 15. Oktober 1957 in Tórshavn, Färöer) ist ein färöischer Schriftsteller, Grafiker und Konzeptkünstler, auf den Färöern bekannt als der „schwarze Punk-Poet“.

## Leben und Werk
Tóroddur Poulsen wurde 1957 als Sohn von Palli (Jens Pauli) Poulsen aus Toftir und Hanna Arge aus Tórshavn geboren. Der färöische Vorname Tóroddur setzt sich zusammen aus Tór (der Gott Thor) und oddur („Spitze“) und wird Tór·oddur ausgesprochen. Seit 1995 lebt er in Kopenhagen. Dadurch wurde für ihn die dänische Sprache zu einem immer wichtigeren Werkzeug, um sich einem breiteren Publikum in ganz Skandinavien mitzuteilen.
Poulsen debütierte mit der Gedichtsammlung Botnfall („Bodensatz“)  im Jahre 1984 und hat seitdem über dreißig Gedichtsammlungen und zwei Prosawerke herausgegeben. Sein Werk ist provokativ (Fullir einglar von 1986 bedeutet übersetzt: „betrunkene Engel“) und experimentell. Der schweizerische Skandinavist Aldo Keel bezeichnete ihn als den „Formenspieler“.
Einen guten Eindruck für Poulsen Dichtkunst vermittelt das sich selbst widersprechende Gedicht VERK (31. Dezember 2015):  „eg havi einki /  at reypa mær av / at hava framt /  í hesum ári //  havi einki hoyrt // havi einki sæð //  havi einki gjørt //  eg havi bara /  sitið her // og verið“ (wörtliche Übersetzung: WERK // ich habe nichts / womit ich angeben kann  / es geschafft zu haben / dieses jahr // habe nichts gehört // habe nichts gesehen // habe nichts gemacht // ich saß / nur hier / und war).
Sein erster Prosaband Reglur („Regelwerk“, 1994) zeichnet ihn als einen der wichtigsten Neuerer der färöischen Literatur aus. Es wurde 1996 für den Literaturpreis des Nordischen Rates nominiert, 1997 ins Schwedische übersetzt und erschien 2006 auf Deutsch in seiner fragmentarischen Urfassung in der färöischen Anthologie »Von Inseln weiß ich...«. Sein zweites Prosawerk Sót og søgn („Ruß und Sagen“, 1997) gilt ebenfalls als wichtiges Werk der postmodernen Erneuerung.
2008 veröffentlichte die färöische Regisseurin Katrin Ottarsdóttir ihr filmisches Porträt über Poulsen ein regla um dagin má vera nokk! (eine Zeile am Tag muss reichen; färöisch mit dänischen und englischen Untertiteln).
Tóroddur Poulsen ist auch als Musiker aktiv. Unter anderem veröffentlichte er als Garasjuguð beim färöischen Label tutl 2008 Rock Against Færökitsch und 2009 Meltingarvegurin.
Einige seiner grafischen Arbeiten waren 2013 in einer Ausstellung in Flensburg zu sehen.

## Auszeichnungen
1992 bekam Poulsen den Literaturpreis der Färöer für die Gedichtsammlungen Navn nam við navn („Namen nahmen mit Namen“, 1991) und Villur („wild“, 1992). 2013 wurde er mit dem Färöischen Kulturpreis ausgezeichnet (Mentanarvirðisløn Landsins). Mehrfach wurden seine Werke für den Literaturpreis des Nordischen Rates nominiert, aber Poulsen hat ihn bisher nie erhalten:
- 1996 für Reglur („Regelwerk“, 1994)
- 2002 für Blóðroyndir („Blutproben“, 2000)
- 2005 für Eygnamørk („Augengrenzen“, 2004)
- 2009 für Rot (2007)
- 2011 für Útsýni (2009)
- 2014 für Fjalir (2013)

Seit 1999 wird er jährlich vom dänischen Staatlichen Kunststiftung, dem Statens Kunstfond, unterstützt und erhielt 2000 ein dreijähriges Arbeitsstipendium.

## Werke
- 1984 – Botnfall (Gedichte; Egið forlag / Selbstverlag)
- 1986 – Fullir einglar (Gedichte; Mentunnargrunnur Studentafelagsins)
- 1988 – Heilagt kríggj (Gedichte; Mentunnargrunnur Studentafelagsins)
- 1989 – Innivist – orð, dreymar (Gedichte; Mentunnargrunnur Studentafelagsins)
- 1991 – Navn nam við navn (Gedichte; Forlagið Fannir; färöischer Literaturpreis 1992)
- 1992 – Villur (Gedichte; Forlagið Fannir; färöischer Literaturpreis 1992)
- 1993 – Eygu á bliki – yrkingar, „yrkingar“ (Gedichte; Forlagið Fannir)
- 1994 – Reglur – eitt brotsverk (Prosa; Forlagið Fannir; nominiert für den Literaturpreis des Nordischen Rates 1996)
  - 1997 – Regler – ett brott (Wahlström & Widstrand; schwedische Übersetzung von Anna Mattsson)
- 1996 – Steðgir (Gedichte; Forlagið Fannir)
- 1997 – Sót og Søgn (Prosa; Forlagið Fannir)
- 1998 – Standsninger (Gedichte aus Botnfall, Heilagt kríggj, Navn nam við navn, Villur, Eygu á bliki und Steðgir in dänischer Übersetzung; Forlaget politisk revy)
- 1999 – Speispei spei (Gedichte; Mentunargrunnur Studentafelagsins)
- 2000 – Vatnið ljóðar sum um onkur hevur drukkiç av tí / Vandet lyder som om nogen har drukket af det (Gedichte; färöisch/dänisch; Edition After Hand)
- 2000 – Blóðroyndir (Gedichte; Mentunargrunnur Studentafelagsins; nominiert für den Literaturpreis des Nordischen Rates  2002)
  - 2002 – Blodprøver (dänische Übersetzung)
- 2001 – Villvísi (Gedichte/Lithographien in Zusammenarbeit mit dem dänischen Maler und Grafiker Bjarne Werner Sørensen; Steinprent)
- 2001 – Húðsemi (Gedichte; Mentunargrunnur Studentafelagsins)
- 2002 – Royggj (Gedichte; Mentunargrunnur Studentafelagsins)
- 2003 – Svøvnlendingur rættar kumpass (Gedichte; Mentunargrunnur Studentafelagsins)
- 2004 – Eygnamørk (Gedichte; Mentunargrunnur Studentafelagsins; nominiert für den Literaturpreis des Nordischen Rates 2005)  ohne Jahr – Ögongränser (Mentunargrunnur Studentafelagsins; schwedische Übersetzung von Anna Mattsson)
- 2005 – Morgunbókin (Gedichte; Mentunargrunnur Studentafelagsins)
- 2006 – Hvat hevði Munch verið uttan Dupultkvartettina í Ebenezer (Gedichte; Mentunargrunnur Studentafelagsins)
- 2006 – Súgur (Druckgrafik; Katalog zur gleichnamigen Ausstellung 25. November 2006–1. Februar 2007 mit Bjarne Werner Sørensen, Norðurlandahús)
- 2007 – Rot (Gedichte; Mentunargrunnur Studentafelagsins; nominiert für den Literaturpreis des Nordischen Rates 2009)
- 2008 – Útvölir (Prosa; Mentunargrunnur Studentafelagsins)
- 2008 – Stensætninger (Katalog zur gleichnamigen Ausstellung 21. Juni–14. September 2008, Kunstmuseet i Tønder Museum Sønderjylland)
- 2008 – Steinsetingar / Stensætninger (Gedichte färöisch/dänisch; Edition After Hand)
- 2009 – Útsýni (Gedichte; Mentunargrunnur Studentafelagsins; nominiert für den Literaturpreis des Nordischen Rates 2011)
- 2010 – Eygnaholur/Øjenhuler (Gedichte färöisch/dänisch; Edition After Hand)
- 2010 – Rend (Gedichte)
- 2011 – Bræddur firvaldur (Gedichte)
- 2012 – Avbyrgingar (Gedichte; Steinprent)
- 2012 – Heimvitisferðin (Gedichte; Mentunargrunnur Studentafelagsins)[6]
- 2013 – Einglasuð (Gedichte)
- 2013 – Fjalir (Gedichte und Grafiken; Forlagið í Støplum; nominiert für den Literaturpreis des Nordischen Rates 2014)[7]
- 2014 – Leyvið haldi eg / Løvet tror jeg (Gedichte färöisch/dänisch; Edition After Hand)[8]
- 2014 – Rustur sum viður og vindur
- 2015 – Himlen har stjålet mine farver
- 2015 – Glopramjólk
- 2016 – Skriftstøð
- 2017 – Ferðamaður í egnum heimi (Gedichte und Kurzprosa; Sprotin)
- 2018 – Himnahyljar (Gedichte; Sprotin)
- 2019 – Takrennutónar (Gedichte; Sprotin)
- 2020 – Bond (Gedichte; Sprotin)
- 2021 – Fyribilsni (Gedichte; Sprotin)
- 2021 – Verljóð (Gedichte; Sprotin)
- 2022 – Einki heiti (Gedichte; Sprotin)
- 2023 – Heiti (Gedichte; Sprotin)

### Auf Deutsch
- 2001 – Gedichte auf Färöisch und Deutsch (aus den Bänden Navn nam víð navn, 1991; Eygu á blikki, 1993; Steðgir, 1996; Speispei spei, 1999; Blóðroyndir, 2000) in Tjaldur Nr. 26, S. 20–36 (Mitteilungsblatt des Deutsch-Färöischen Freundeskreises (DFF)  Mülheim an der Ruhr 2001 – Übertragungen von Inga Meincke und Anne Kusch)
- 2006 – Regelwerk (Reglur), in: »Von Inseln weiß ich...« Geschichten von den Färöern (übersetzt von Inga Meincke, herausgegeben von Verena Stössinger und Anna Katharina Dömling, Unionsverlag)
- 2007 – Frá Áarstovubrøðrunum til Tórodd – føroysk yrking í hundrað ár / Von Djurhuus bis Poulsen – färöische Dichtung aus 100 Jahren, (Leipzig 2007, ed. Paul A. Kleinert).